# Autonoom gemeentebedrijf
Een autonoom gemeentebedrijf (AG of AGB) (Frans: régie communale autonome, RCA) is een rechtspersoon die een Belgische gemeente of stad kan oprichten om bepaalde taken verzelfstandigd uit te voeren. Een autonoom gemeentebedrijf is dus een dochteronderneming van de stichtende stad of gemeente en beschikt bijgevolg over een eigen rechtspersoonlijkheid. Het autonoom gemeentebedrijf valt niet onder het Belgische vennootschapsrecht maar is een rechtsfiguur sui generis die gereguleerd wordt door het Decreet over het Lokaal Bestuur.
Een stad of gemeente kan ook private partners aanspreken voor de oprichting van een AG, maar dient steeds over een meerderheidsaandeel te bezitten.
Dit type rechtspersoon is ook mogelijk op provinciaal niveau; namelijk het autonoom provinciebedrijf (APB), sinds een wijziging in de provinciewet in 1997 (overgenomen in het Vlaamse Provinciedecreet van 2005).

## Wettelijke/decretale basis
De rechtsvorm werd ingevoerd in de Nieuwe Gemeentewet bij wet van 28 maart 1995, de "wet-Erdman" (artikels 263bis e.v. van de Nieuwe Gemeentewet).
Door de regionalisering van de organisatie van gemeenten en de provincies per 1 januari 2002 werden de drie gewesten bevoegd.
Voor het Vlaams Gewest werden de regels in gewijzigde vorm overgenomen in het Gemeentedecreet van 2005 en diens opvolger, het Decreet Lokaal Bestuur van 2017 (artt. 231-244). Op basis hiervan bestaat er in Vlaanderen naast het autonoom gemeentebedrijf ook het gemeentelijke extern verzelfstandigd agentschap in privaatrechtelijke vorm (EVA privaat) en de meer specifieke vorm van autonoom gemeentelijk havenbedrijf (zie hieronder). De Nieuwe Gemeentewet verleende de gemeenten de mogelijkheid om een gemeentebedrijf zonder rechtspersoonlijkheid op te richten, maar deze vorm van interne verzelfstandiging op gemeentelijk niveau werd niet hernomen in het gemeentedecreet.

### Autonoom gemeentelijk havenbedrijf
Het specifieke type van autonoom gemeentelijk havenbedrijf werd ingevoerd in het Havendecreet en het Gemeentedecreet bij decreet van 1 februari 2008. De toen bestaande drie autonome gemeentebedrijven (de havenbedrijven van Antwerpen, Gent en Oostende) werden van rechtswege omgevormd tot deze nieuwe vorm.
Bij decreet van 11 oktober 2013 werd het Havenbedrijf Gent omgevormd tot een naamloze vennootschap van publiek recht, en bij decreet van 17 juli 2015 gebeurde hetzelfde voor het Havenbedrijf Antwerpen. Bij decreet van 25 mei 2018 kan het Autonoom Gemeentebedrijf Haven Oostende eveneens worden omgevormd tot een NV van publiek recht Havenbedrijf Oostende, waardoor er geen autonoom gemeentelijk havenbedrijf meer overblijft.
De Maatschappij van de Brugse Zeehaven is reeds sinds haar oprichting in 1895 een NV.

## Werking
Een AG wordt bestuurd door een raad van bestuur, het dagelijks bestuur door een Directiecomité. De raad van bestuur bestaat dus uit leden van de gemeenteraad en kiest hieruit zijn voorzitter en ondervoorzitter. Aangezien de samenstelling van de gemeenteraad na de zesjaarlijkse gemeenteraadsverkiezingen verandert, verandert hiermee ook de samenstelling van de raad.
De oprichting van een AG kent verschillende voordelen:
- Flexibel inspelen op de private markt.
- Een AG werkt met budgetten in plaats van begrotingen, waardoor bijvoorbeeld eenvoudiger financiële middelen kunnen worden vrijgemaakt wanneer een gelegenheid zich voordoet.
- In tegenstelling tot een stad of gemeentedienst kan een AG wel btw recupereren.

## Voorkomen
Midden 2010 bestonden er in Vlaanderen 128 autonome gemeentebedrijven (zonder de toenmalige drie autonome havenbedrijven). De activiteiten van de AG's hebben meestal betrekking op vastgoed (zoals patrimoniumbeheer of stadsvernieuwing).
Een voorbeeld van een opgericht AG vindt men in de Oost-Vlaamse stad Gent. Daar werd op 5 augustus 2003 het AG Stadsontwikkelingsbedrijf Gent, of kortweg AG SOB, opgericht uit een voormalig stadsbedrijf. Het AG SOB werkt er als uitvoerder van het Gentse stedelijk beleid op het gebied van gronden en panden. Als AG kan het Stadsontwikkelingsbedrijf flexibel inspelen op de behoefte van de private vastgoedsector waardoor een synergie ontstaat.
Een aantal stadsontwikkelingsprojecten zijn: Ghelamco Arena (aan verkeerswisselaar E40/E17, Oude Dokken (aan Dampoort), The Loop (aan Flanders Expo).
Stad Antwerpen heeft een aantal autonome gemeentebedrijven, waaronder AG Vespa.